# Campylotrochalus glabriclypealis
Campylotrochalus glabriclypealis är en skalbaggsart som beskrevs av Brenske 1902. Campylotrochalus glabriclypealis ingår i släktet Campylotrochalus och familjen Melolonthidae. Inga underarter finns listade.